# 福島賢哉
福島 賢哉（ふくしま けんや　）は、日本の建築家。

## 経歴
- 1972年、日本大学大学院理工学研究科建設工学専攻修士課程修了
- 1972年1990年、伊藤喜三郎建築研究所設計部
- 1988年　日本電気硝子ネオパリエNEG賞佳作
- 1990年、建築設計事務所、賢プランズ設立
- 1990年　日本サイン・デザイン協会第21回SDA賞入選
- 1991年、賢プランズ設計事務所に改組、代表取締役

## 代表作
- 社会福祉法人光・光の丘
- 佐々木邸
- 桃園病院（桃園病院）